# Rent-Party
Rent-Party oder House-Rent-Party war eine soziale Veranstaltungsform des Jazz (hauptsächlich von Pianisten) in den 1920er Jahren (bis Ende der 1930er Jahre) im New Yorker Stadtteil Harlem, Chicago und anderen Städten.
Hintergrund der Organisation solcher Haus-Partys war die ökonomische Situation vieler afroamerikanischer Familien in dem New Yorker Stadtteil, aber auch in anderen Städten, wie Chicago. Die Mieten waren trotz häufig überbelegter Wohnungen überteuert. Eine Möglichkeit, das Geld für die Miete zu beschaffen, war die rent party (manchmal auch house rent party, Rent stomps, Struts, House Hop genannt), ein Ausdruck der zuerst um 1920 aufkam. Man sparte, um ein Klavier anzuschaffen und stellte dann einen Musiker, meist einen Pianisten oder eine Band ein und lud Freunde, Bekannte und Nachbarn zu sich ein. Wer zu diesen Partys kam, musste Eintritt zahlen – dieses Geld erhielt dann der (oder die) Musiker oder diese ließen dann „den Hut herumgehen“ (und erhielten zumindest freie Verpflegung). Der Gastgeber verkaufte außerdem den Gästen Getränke und selbst zubereitetes Essen.

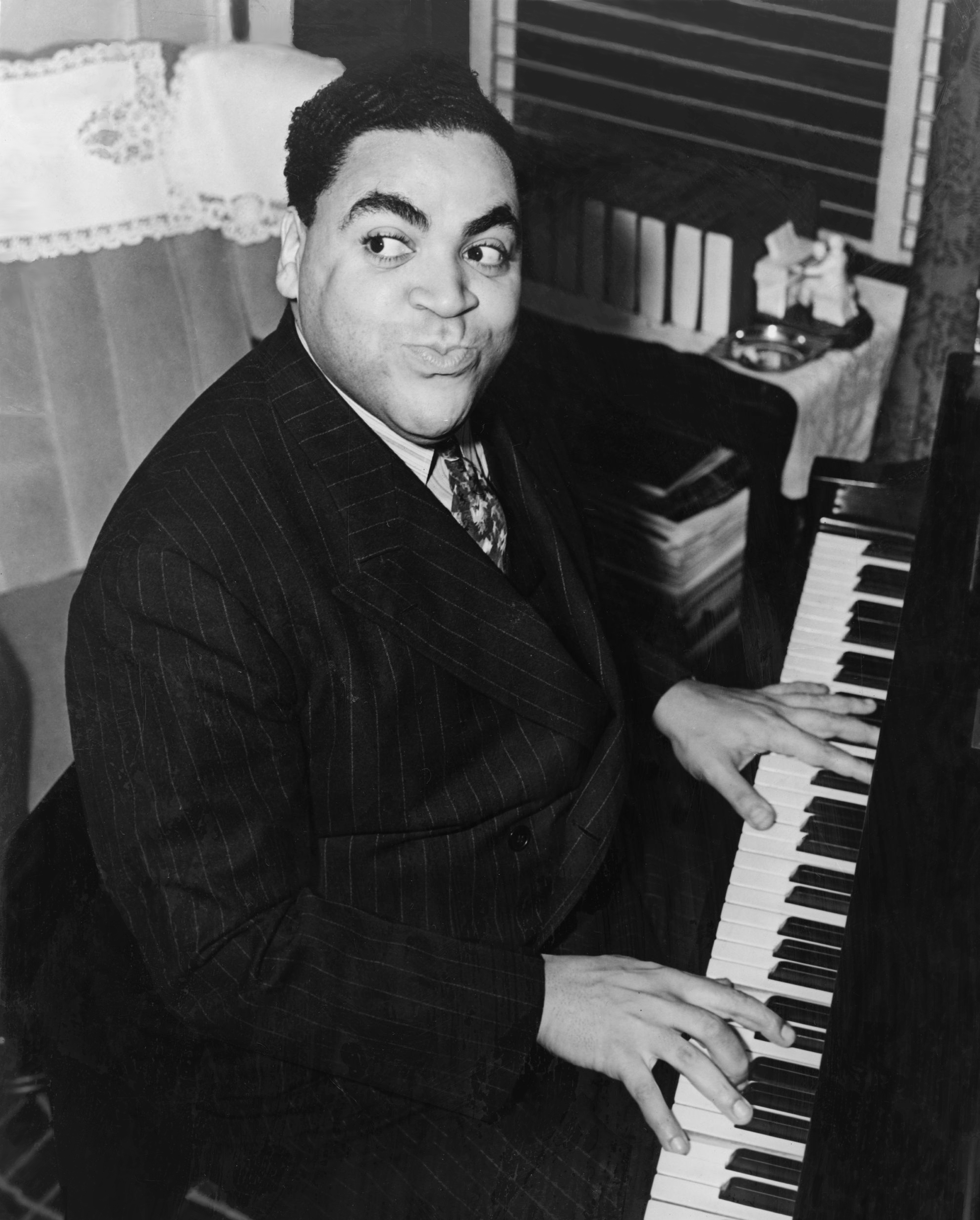
Fats Waller 1938

Die Rent-Party spielte eine wichtige Rolle bei der Entwicklung des Stride-Piano-Stils und (speziell in Chicago) des Boogie-Woogie. Viele bekannte Musiker dieser Zeit standen in Verbindung  mit Rent-Partys, so die Stride-Pianisten Speckled Red, James P. Johnson und Fats Waller und die Boogie Pianisten Pete Johnson, Cow Cow Davenport, Meade Lux Lewis. Die Szene entwickelte sich besonders Ende der 1910er und Anfang der 1920er Jahre, so dass sie für viele Pianisten in dieser Zeit zu einer Haupteinnahmequelle wurde. Rent-Partys waren häufig auch Austragungsort von so genannten Cutting contests, wenn Harlemer Jazz-Pianisten wie Willie The Lion Smith, Johnson, Waller oder später zum Beispiel Art Tatum antraten, um andere auszustechen (cutting).
In Harlem waren solche Rent Partys anerkannte Aufführungsformen für Jazzmusik, für die auch Flyer mit den Namen der Musiker im Voraus zirkulierten. Willie the Lion Smith erinnert sich, dass dabei über hundert Menschen in einer Wohnung mit sieben Zimmern (und eventuell angrenzendem Flur oder sogar das ganze Gebäude umfassend) zusammenkommen konnten.
Rent Partys wurden in dem Film The Joint is Jumpin (1941) mit Fats Waller dargestellt. Eine Anzahl von Jazztiteln ist nach Rent Partys benannt (wie House Rent Blues von Clarence Williams 1923, House Rent Ball von Fletcher Henderson 1924, Rent Party Blues von Duke Ellington 1929).
Im Jahr 2009 griffen New Yorker Bürger die Tradition der Rent Party auf, um Geld für einen Grabstein des Jazzpioniers James P. Johnson zu sammeln.

## Verweise
1. ↑  Mary Lou Williams in ihren Erinnerungen an ihre Jugend in Pittsburgh, Melody Maker 1954, erwähnt die Bezeichnungen House Rent Parties, Chitterlin Struts
2. ↑  ein anderer Ausdruck hierfür ist der im Filmtitel von Waller genannte Joint is Jumpin. Nach Oxford English Dictionary geht auch das Wort boogie auf solche Zusammenkünfte zurück. Weitere Slangausdrücke waren skiffle (woraus Skiffle-Musik sich ableitet) und Percolator, Dauer, Longstreet Knaurs Jazzlexikon 1957, Artikel House Rent Parties. Danach stammt dieser Brauch schon aus der Mitte des 19. Jahrhunderts.
3. ↑  Anfang der 1920er Jahre zwischen 35 und 50 cents. Philippe Carles, André Clergeat, Jean-Louis Comolli Dictionaire du Jazz, 1988, Artikel Rent Party
4. ↑  zitiert nach seiner Autobiographie in Ted Gioia History of Jazz, S. 95